# Ecdeiocoleaceae
Ecdeiocoleaceae, malena biljna porodica od dva roda s tri endemske vrste na jugozapadu Australije.
Porodica je opisana u Kew Bulletin 19: 495. 1965.

## Opis
Zimzelene jednodomne biljke nalik rogozi, cespitozne, s resastim ili dlakavim puzavim rizomom. Stabljike fotosintetske, jednostavne ili s 1-3 grane koje nose cvat, lišće kod odraslih biljaka reducirano u čvrsto zavijene ovojnice; cvat od 1 - nekoliko klasića. Cvjetovi pokriveni sjajnim, tamnosmeđim ili crnim, krutim, jajastim braktejom dužim od cvijeta, jednospolni su. Perijant od 6 tepala u 2 pršljena, dorsiventralno stisnut, vanjska 2 bočna segmenta su udvostručena. Muški cvjetovi sa sitnim tučkom i 4 ili 6 prašnika; ženski cvjetovi sa staminodijama; jajnik gornji, slobodan, 2-staničan; svaka lokula s pojedinačnim atropnim visećim ovulom. Plod 3-lokularna kapsula ili oraščić.

## Rodovi
1. Genus Ecdeiocolea F. Muell.  (2 sp.)
2. Genus Georgeantha B.G. Briggs & L.A.S. Johnson  (1 sp.)